# Rencontres de folklore internationales
Pour les articles homonymes, voir RFI.
Les Rencontres de folklore internationales (RFI) sont un festival folklorique créé en 1975 à Fribourg, en Suisse.

## Description
Les RFI proposent des spectacles, concerts, conférences, démonstrations, cérémonies, rituels ou jeux traditionnels de différents pays, invités chaque année,.
Le Village des nations, situé sur la place Georges Python, présente la gastronomie régionale et l’artisanat traditionnel des pays invités. Celui-ci est le cœur de la fête populaire, animé par les groupes invités.
Les RFI font partie du Conseil international des organisations de festivals de folklore et d'arts traditionnels (CIOFF), organisation non gouvernementale rattachée à l’UNESCO.